# Musée du futur
 (novembre 2023).
La mise en forme du texte ne suit pas les recommandations de Wikipédia : il faut le « wikifier ».
Les points d'amélioration suivants sont les cas les plus fréquents. Le détail des points à revoir est peut-être précisé sur la page de discussion.
- Les titres sont pré-formatés par le logiciel. Ils ne sont ni en capitales, ni en gras.
- Le texte ne doit pas être écrit en capitales (les noms de famille non plus), ni en gras, ni en italique, ni en « petit »…
- Le gras n'est utilisé que pour surligner le titre de l'article dans l'introduction, une seule fois.
- L'italique est rarement utilisé : mots en langue étrangère, titres d'œuvres, noms de bateaux, etc.
- Les citations ne sont pas en italique mais en corps de texte normal. Elles sont entourées par des guillemets français : « et ».
- Les listes à puces sont à éviter, des paragraphes rédigés étant largement préférés. Les tableaux sont à réserver à la présentation de données structurées (résultats, etc.).
- Les appels de note de bas de page (petits chiffres en exposant, introduits par l'outil «  Source ») sont à placer entre la fin de phrase et le point final[comme ça].
- Les liens internes (vers d'autres articles de Wikipédia) sont à choisir avec parcimonie. Créez des liens vers des articles approfondissant le sujet. Les termes génériques sans rapport avec le sujet sont à éviter, ainsi que les répétitions de liens vers un même terme.
- Les liens externes sont à placer uniquement dans une section « Liens externes », à la fin de l'article. Ces liens sont à choisir avec parcimonie suivant les règles définies. Si un lien sert de source à l'article, son insertion dans le texte est à faire par les notes de bas de page.
- La présentation des références doit suivre les conventions bibliographiques. Il est recommandé d'utiliser les modèles {{Ouvrage}}, {{Chapitre}}, {{Article}}, {{Lien web}} et/ou {{Bibliographie}}. Le mode d'édition visuel peut mettre en forme automatiquement les références.
- Insérer une infobox (cadre d'informations à droite) n'est pas obligatoire pour parachever la mise en page.

Pour une aide détaillée, merci de consulter Aide:Wikification.
Si vous pensez que ces points ont été résolus, vous pouvez retirer ce bandeau et améliorer la mise en forme d'un autre article.
Le Musée du futur (arabe : متحف المستقبل)  est un monument consacré aux démarches innovantes scientifiques et futuristes, situé dans le quartier financier Financial district de Dubaï, aux Émirats arabes unis.
Le musée a été fondé par la Dubai Future Foundation.
Le Musée du futur est un bâtiment en forme de tore avec des ouvertures en forme de poème calligraphié parlant de l'avenir, écrit par Mohammed ben Rachid Al Maktoum, le souverain de Dubaï et aussi vice-président et premier ministre des Émirats arabes unis.
Le musée a été inauguré par les plus grandes autorités des Émirats arabes unis le 22 février 2022. Le choix de la date ne doit rien au hasard, car le 22 février 2022 est une date palindrome.

## Ouverture du Musée du Futur
Le Musée du Futur a officiellement ouvert ses portes pour devenir un incubateur d'idées et d'innovations. Dans la soirée du 22 février 2022, il a été inauguré par l'émir Mohammed bin Rashid Al Maktoum, le souverain de Dubaï, avec un show spectaculaire de lumières pour marquer l'occasion.
La cérémonie d'ouverture a vu l'émir, assisté du prince héritier, le Cheikh Hamdan et du ministre des finances, le prince Maktoum, lancer conjointement les projections en appuyant sur un bouton.
Le musée se veut d’être le premier à avoir le regard tourné vers l’avenir plutôt que vers le passé. Les créateurs disent que tout ce qui se trouve dans ce musée futuriste serait le présent de 2071.

## Histoire
Mohammed bin Rashid Al Maktoum a annoncé le 4 mars 2015 son intention de créer le Musée du futur après son intervention au mois de février à l'occasion du Sommet mondial des gouvernements (WGS),.
Le 7 février 2016, Son Altesse Cheikh Mohammed ben Rashid a inauguré l'exposition Musée du futur dans le cadre du Sommet mondial des gouvernements de 2016 . Le 24 avril 2016, le Cheikh a lancé la Dubai Future Foundation, une structure porteuse pour le Musée du Futur.
Les 10 février 2017 et 9 février 2018, le Musée du Futur a ouvert temporairement ses portes dans le quartier de Madinat Jumeirah à l'occasion du Sommet mondial des gouvernements. Les expositions du Musée favorisent le développement technologique et l'innovation, notamment dans les domaines de la robotique et de l'intelligence artificielle (IA),.
Le 22 février 2022, à 19 heures, heure de Dubaï, le Musée a été officiellement inauguré.

## Expérience et expositions
En tant qu''expérience, le Musée du Futur transporte le visiteur dans un voyage qui l'amène en 2071. Déployé sur sept étages , le musée en consacre cinq à des expositions thématiques. Le parcours du visiteur commence au cinquième étage et le conduit d'étage en étage.
1. Cinquième étage - Station spatiale orbitale (SSO) Espoir : La station spatiale est le premier chapitre du parcours des visiteurs du Musée du futur. Les visiteurs peuvent découvrir la vie dans l’espace en 2071. Examiner comment l’avenir des voyages spatiaux peut aider l’humanité à relever ses défis les plus urgents[15].
2. Quatrième étage - L'Institut HEAL (soigner) : Mettant en lumière l'écologie et la biodiversité du futur, l'Institut HEAL est une exposition où les visiteurs peuvent se concentrer sur la réparation, la restauration et le renouvellement de la vie sur Terre[16].
3. Troisième étage - Al Waha : '« Al Waha » الواحة signifie en arabe « l'oasis » et constitue le troisième chapitre du parcours du visiteur du Musée du Futur[17]. Les participants peuvent expérimenter différentes thérapies à cet étage pour se connecter profondément à leurs sens[17]. Al Waha encourage les gens à se concentrer sur eux-mêmes et à garder les pieds sur terre[18].
4. Deuxième étage - Demain, aujourd'hui : En s'intéressant à la technologie de pointe et aux concepts innovants, l'exposition Demain, aujourd'hui vise à présenter des solutions en réponse aux défis les plus urgents du monde[19]. Cet étage reflète également le travail du musée avec ses partenaires stratégiques, car il agit comme un incubateur et un laboratoire de prospective mondiale[20].
5. Premier étage - les héros du futur : Cet étage du musée est intégralement destiné aux jeunes de moins de 10 ans. Avec une approche ludo-éducative, cet espace propose aux enfants des activités interactives, des jeux pratiques et des défis basés sur les récompenses. Encourageant la collaboration et la créativité, l'exposition permet aux enfants de concevoir leurs propres avatars dans le cadre de l'expérience[21].

## Expositions temporaires au Sommet mondial des gouvernements
Dans le cadre du Sommet Mondial des Gouvernements, le Musée a organisé plusieurs expositions depuis la pose de sa première pierre en 2016. Chacune de celles-ci avait un thème différent axé sur le rôle de la technologie dans des secteurs variés.

### Vie mécanique
Organisée en octobre 2016, l'exposition Mechanic Life explorait l'idée de disposer de robots sophistiqués qui comprennent les émotions. Elle s’est également focalisée sur l’intelligence artificielle et l'augmentation de l'être humain.

### Le changement climatique réinventé: Dubaï 2050
L'exposition qui a eu lieu en 2017, a adopté comme thème l'année 2050, pour explorer comment l'humanité pourrait prospérer en accueillant des innovations radicales et malgré les impacts du réchauffement climatique et du changement climatique. Elle s'est concentrée sur les trois facteurs clés contribuant à l'empreinte écologique de l'humanité, à savoir l'urbanisme, l'agriculture et l'industrie mondiale.

### Salut, je suis AI
L'exposition Hi I am AI s'est déroulée en 2018 pour montrer comment les bâtiments assistés par l'IA pourraient être utiles à l'humanité. Elle a abordé plusieurs notions, notamment la question de savoir si l'IA pouvait être créative et à quoi ressemblerait l'avenir de l'humanité à l'ère de l'IA.

### LES HUMAINS 2.0
La sixième exposition du Musée a eu lieu en 2019 et a exploré les concepts d'augmentation humaine et s'est concentrée sur le corps et l'esprit humains,.

## Concept
Le Musée du futur affirme qu'il cherche à favoriser des solutions aux défis auxquels les villes du futur seront confrontées, en plus d'accueillir les innovations et d'être un pôle réunissant chercheurs, designers, inventeurs et financiers sous un même toit.
Le musée accueillera des laboratoires d'innovation consacrés à plusieurs secteurs, dont la santé, l'éducation, les villes intelligentes, l'énergie et les transports. Il soutiendra et testera également de nouvelles inventions en partenariat avec des instituts de recherche et des universités.

## Structure et symbolisme du bâtiment
Le bâtiment se présente comme l'une des structures les plus complexes au monde. Conçu par Killa Design et par Buro Happold, , il a été certifié LEED Platine en termes de notation verte le 3 février 2023 ,,,,.
La façade extérieure du bâtiment est percée de fenêtres qui forment des citations arabes rédigées par le souverain de Dubaï sur l'avenir de l'émirat. Les phrases écrites sur la structure du musée sont trois citations de Cheikh Mohammed bin Rashid Al Maktoum :
· Nous ne vivrons pas des centaines d'années, mais les produits de notre créativité peuvent laisser un héritage longtemps après notre disparition.
· L'avenir appartiendra à ceux qui sauront l'imaginer, le concevoir et le construire, l'avenir n'attend pas, l'avenir peut être conçu et construit aujourd'hui.
· Le secret du renouveau de la vie, du développement de la civilisation et du progrès de l'humanité tient en un seul mot : innovation.
Les citations gravées en arabe sur le Musée ont été calligraphiées par l'artiste émirati Matar Bin Lahej .
La coque en forme de tore se trouve au sommet du bâtiment et comprend 1 024 panneaux composites ignifuges, revêtus d'acier inoxydable, chacun ayant une forme 3D unique pour former l'écriture calligraphiée,.
Killa Design et Buro Happold ont développé de nouveaux outils de conception paramétrique et de modélisation des informations du bâtiment (BIM), notamment un algorithme de croissance qui utilise des moyens numériques pour développer la structure métallique interne,. Danem Engineering Works était l'un des entrepreneurs en structure métallique du projet.
Le musée dispose de sept étages consacrés à différentes expositions,,. Trois étages se concentrent sur le développement des ressources spatiales, les écosystèmes et la bio-ingénierie, ainsi que sur la santé et le bien-être. Les autres espaces présentent des technologies du futur proche qui répondent à des défis dans des domaines tels que la santé, l'eau, l'alimentation, les transports et l'énergie, tandis que le dernier étage est destiné aux enfants.

## Initiatives
Le 30 juin 2015, Dubaï a dévoilé son intention de construire le premier immeuble de bureaux imprimé en 3D entièrement fonctionnel au monde. Le projet est la première initiative d'importance du Musée. Le Bureau du futur d'un seul étage de 1000m2 a ouvert ses portes en 2016 sur le terrain du musée. Il a fallu 17 jours pour l'imprimer, "en utilisant une technique d'"impression" additive de béton nécessitant une imprimante 3D de 7 mètres de haut, 40 mètres de long et 12 mètres de large". Il a fallu deux jours pour déplacer et installer l'imprimante. Les « travaux ultérieurs sur les services du bâtiment, les intérieurs et l'aménagement paysager ayant duré environ trois mois. »,.
Le 17 février 2016, la Dubai Future Foundation a annoncé le lancement du Global Blockchain Council pour explorer et discuter des applications actuelles et futures, et organiser les transactions via la plateforme Blockchain.
Le 28 mars 2016, la Fondation a lancé le portail Mostaqbal, une initiative visant à présenter quotidiennement les dernières découvertes du secteur technologique et scientifique en publiant des études, des résultats de recherche, du matériel visuel et des infographies en arabe dans un langage simplifié et facile à comprendre.

## Dubaï Future Forum et événements au musée
Le Forum du futur de Dubai est une plateforme annuelle hébergée au Musée. Le forum est destiné à faciliter les discussions sur les opportunités et les défis futurs pour renforcer la collaboration entre les entités gouvernementales, le secteur privé et la société.
Avec la participation d'éminents futuristes, de responsables gouvernementaux et d'experts, les panels et discussions en direct qui se déroulent pendant le forum deviennent une opportunité pour les participants d'analyser, anticiper et s'adapter à un monde en constante évolution.
La première édition du Forum s'est tenue en octobre 2022 avec pour thèmes abordés : « l'avenir de la gouvernance, de la technologie, de l'environnement, de l'espace et de la société ».
En septembre 2022, la Dubai Metaverse Assembly s'est déroulée au Musée et aux dans les Emirates Towers. Il s'agit de la première initiative de la stratégie Métavers de Dubaï adoptée par Mohammed bin Rashid Al Maktoum dans le but de faire de Dubaï l'une des 10 premières économies mondiales du métavers,.
Le forum a accueilli plus de 300 experts et décideurs politiques dans le domaine. Le siège virtuel du ministère de l'Économie des Émirats arabes unis a été présenté parmi d'autres ateliers, sessions et présentation de découvertes récentes.